# Ойтуз (Ковасна)
Ойтуз (рум. Oituz) — село у повіті Ковасна в Румунії. Входить до складу комуни Брецку.
Село розташоване на відстані 182 км на північ від Бухареста, 51 км на північний схід від Сфинту-Георге, 146 км на північний захід від Галаца, 75 км на північний схід від Брашова.

## Населення
За даними перепису населення 2002 року у селі проживали 347 осіб.
Національний склад населення села:
| Національність | Кількість осіб | Відсоток |
| -------------- | -------------- | -------- |
| угорці         | 253            | 72,9%    |
| румуни         | 89             | 25,6%    |
| чанго          | 5              | 1,4%     |

Рідною мовою назвали:
| Мова      | Кількість осіб | Відсоток |
| --------- | -------------- | -------- |
| угорська  | 257            | 74,1%    |
| румунська | 90             | 25,9%    |